# Управление по регулированию и развитию страхования Индии
Управление по регулированию и развитию страхования Индии является национальным агентством правительства Индии, базирующимся в Хайдарабаде. Оно было создано законом Парламента Индии в 1999 году. Согласно этому закону, основная задача управления состоит в том, «чтобы защитить интересы страхователей, регулировать, поощрять и обеспечивать упорядоченное развитие страховой отрасли и вопросы, прямо или косвенно связанные с ним».

## Обязанности
Управление по регулированию и развитию страхования Индии было создано для:
- Защиты интересов, безопасности и справедливого отношения к страхователям.
- Быстрого и упорядоченного развития страховой отрасли на благо простого человека и обеспечения долгосрочного ускорения роста экономики.
- Соблюдения высоких стандартов честности, финансовой устойчивости, компетентности тех, кого оно регулирует.
- Повышения информированности клиентов о товарах и услугах, чтобы те могли осознавать свою ответственность и обязанности в этом отношении.
- Обеспечения скорейшего урегулирования подлинных претензий, для предотвращения мошенничества страхования и других противозаконных действий.
- Содействия справедливости, прозрачности и организованного проведения на финансовых страховых рынках и построения надежной системы управления информацией для обеспечения высоких стандартов финансовой устойчивости среди участников рынка.
- Принятия мер, когда такие стандарты являются неадекватными или неэффективными на практике.
- Осуществления оптимального саморегулирования в повседневной работе промышленности в соответствии с требованиями пруденциального регулирования.